# Salmo nigripinnis
Salmo nigripinnis är en fiskart som beskrevs av Günther, 1866. Salmo nigripinnis ingår i släktet Salmo och familjen laxfiskar. Inga underarter finns listade i Catalogue of Life.
Denna fisk förekommer endemisk i sjön Lough Melvin på mellan Irland och Nordirland. Individerna uppsöker under november och december sjöns grunda delar för äggens befruktning. Födan utgörs främst av hinnkräftor och av fjädermyggornas larver men även av andra smådjur. Beståndet hotas främst av övergödning. Dessutom introducerades främmande fiskar i sjön som kan utgöra konkurrenter. IUCN kategoriserar arten globalt som sårbar.